# Orchestres symphoniques (Slovaquie)
La Slovaquie compte environ une dizaine d'orchestres symphoniques et lyriques permanents, principalement autour des plus grandes villes du pays, telles que Bratislava,  Košice, Žilina.

## Dans les grandes villes

### Bratislava

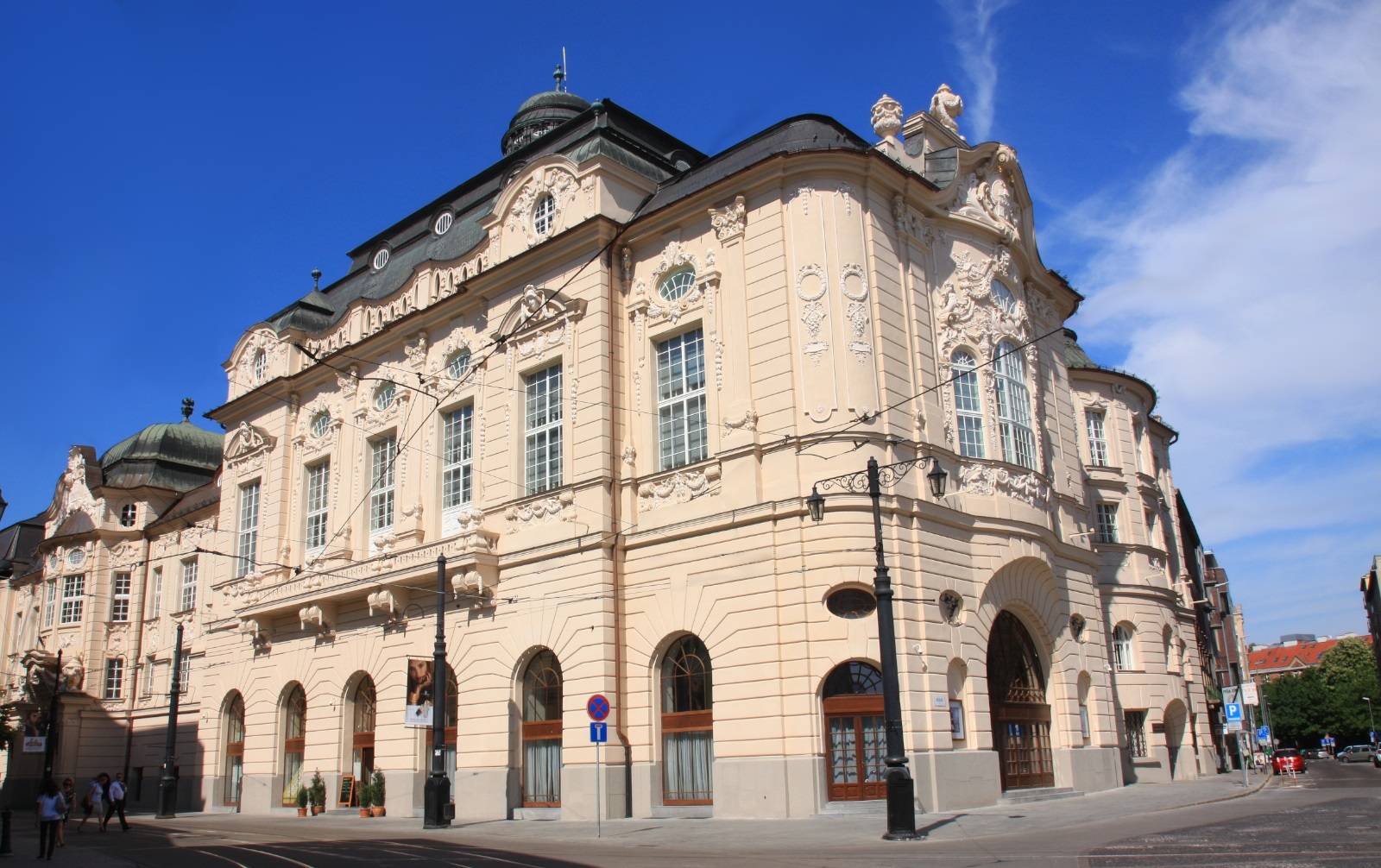
L'Orchestre philharmonique slovaque - Reduta.

- Orchestre philharmonique slovaque (Slovenská filharmónia). Créé en 1949 par Václav Talich[1], c'est le plus important orchestre symphonique de Slovaquie.
- Orchestre de chambre slovaque (Slovenský komorný orchester). Fondé en 1960 sous la direction de Bohdan Warchal[2], il fait partie des trois ensembles de la Philharmonie Slovaque, les deux autres étant l'Orchestre philharmonique et le Chœur philharmonique.
- Orchestre symphonique de la radio slovaque (Symfonický orchester Slovenského rozhlasu). Fondé en 1929[3], il se produit dans le Studio 1 de la Radio-Télévision Slovaque, auditorium muni du plus grand orgue du pays.
- Orchestre du Théâtre national slovaque (Národne divadlo). L'ensemble se constitue en 1920 et se produit dans un bâtiment néo-Renaissance exclusivement jusqu'en 2007, année de l'inauguration d'un second édifice plus grand et moderne au bord du Danube. L'ensemble se produit désormais en alternance dans les deux bâtiments.

### Košice

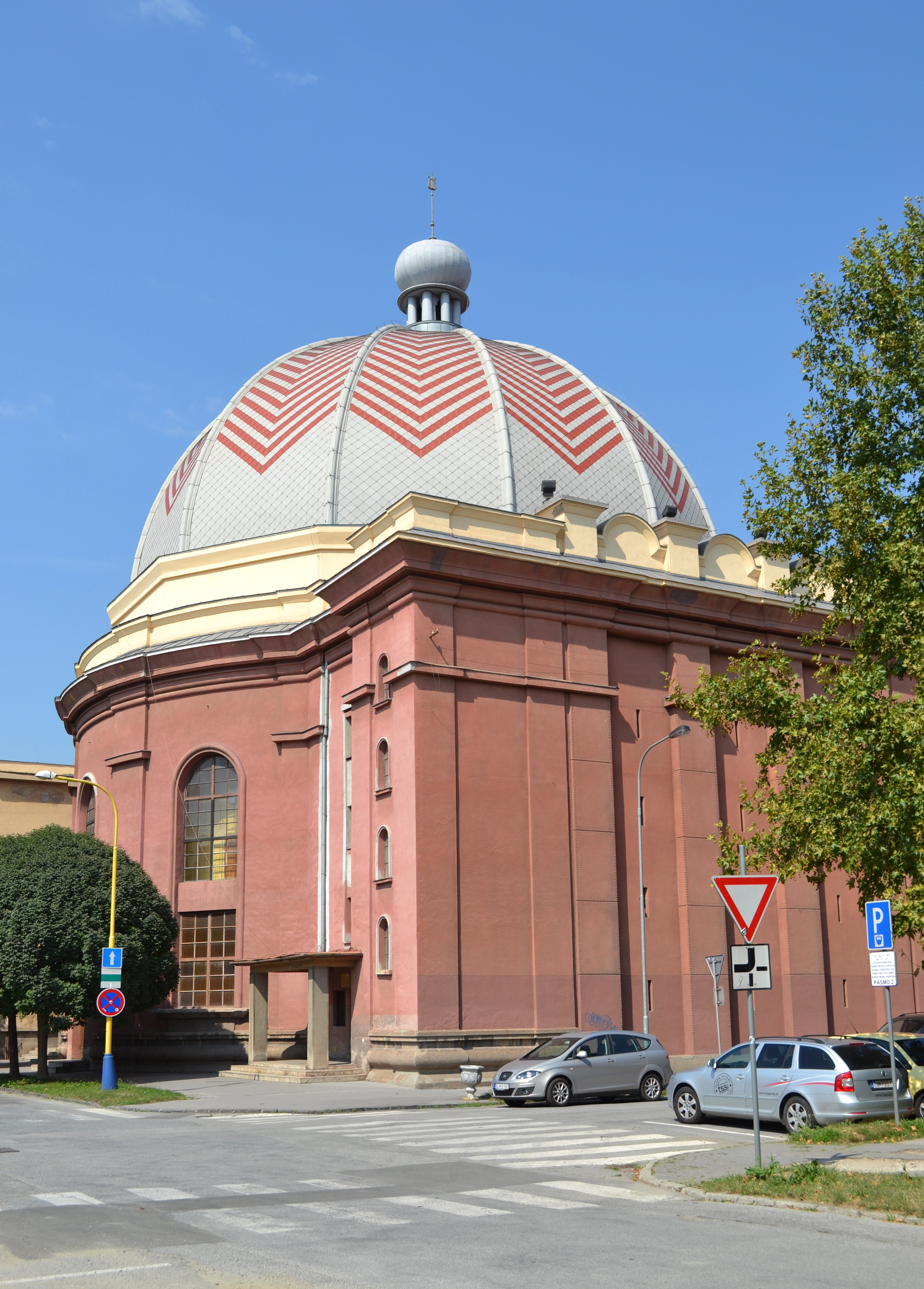
La Maison des arts où se produit l'Orchestre de la Philharmonie d'État.

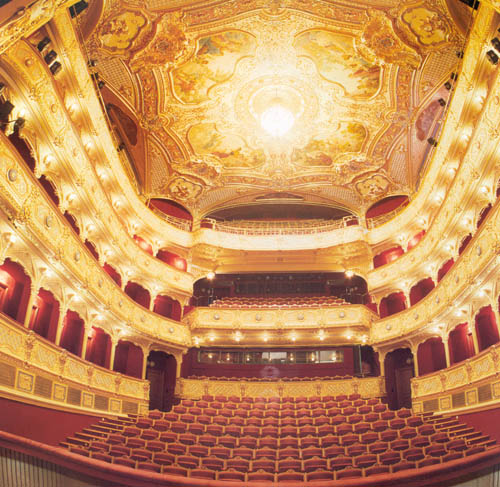
Intérieur du Théâtre d'État Košice.

- Orchestre de la Philharmonie d'État (Štátna filharmónia Košice), créé en 1968. Il se produit au Dom umenia (Maison des Arts), ancienne synagogue reconvertie en salle de concerts. C'est le deuxième orchestre du pays en importance, derrière l'Orchestre philharmonique slovaque basé à Bratislava.
- Orchestre du Théâtre d'État (Štátne divadlo). Fondé en 1899, il se produit dans un édifice néo-baroque construit par Adolf Lang.

### Žilina
- Orchestre de chambre d'État de Žilina ou Slovak Sinfonietta (Štátny komorný orchester Žilina), fondé en 1974[4].

## Autres

### Banská Bystrica
- Opéra d'État (Štátne Opera)

### Trnava
- Orchestre de chambre de Trnava (Trnavský komorný orchester)

## Ensembles spécialisés
La Slovaquie compte également deux ensembles spécialisés dans la musique ancienne : Musica Aeterna Bratislava (fondé en 1973, dirigé par Peter Zajíček) et Solamente Naturali (dirigé par Michal St'ahel).
Depuis 1983, il existe aussi un orchestre de chambre se produisant depuis de manière occasionnelle, la Capella Istropolitana.